# Station Tullnerfeld
Tullnerfeld is een station in Neder-Oostenrijk aan de hogesnelheidslijn Wenen - St. Pölten dat werd geopend op 9 december 2012.